# Squalius platyceps
Squalius platyceps är en fiskart som beskrevs av Zupancic, Maric, Naseka och Bogutskaya 2010. Squalius platyceps ingår i släktet Squalius och familjen karpfiskar. IUCN kategoriserar arten globalt som livskraftig. Inga underarter finns listade i Catalogue of Life.